# Топофації

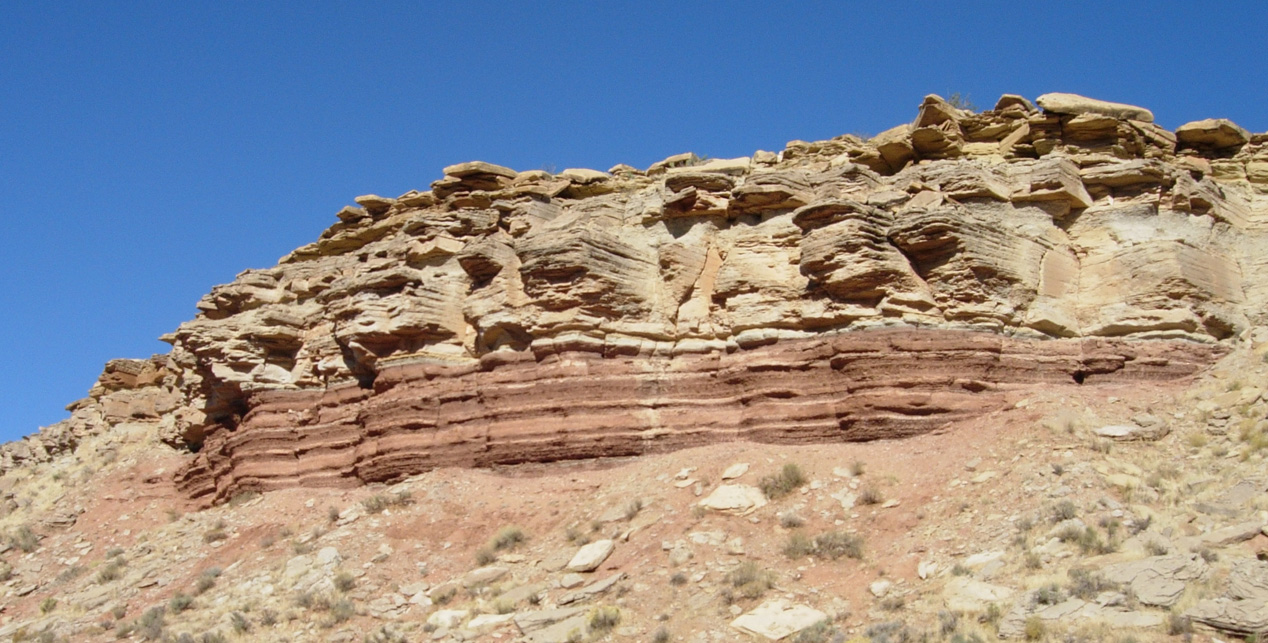
Осадові породи. Середній тріас. Юта, США.

Топофації (рос. топофации, англ. topofacies; нім. Topofazies f) – фації, особливості яких, виражають обстановку осадонакопичення і діагенезу осаду, пов'язані з певними елементами рельєфу дна басейну, річкової долини або власне суші.
Дотичні терміни:
- Топомінералогія – регіональна мінералогія.